# M*A*S*H (франшиза)
M*A*S*H (срп. Меш) је назив америчке медијске франшизе која се у различитим облицима појављивала у периоду од 1968. до 1986. године. Франшиза је у власништву компаније 20th Century Studios. Започета је ратним романом "Меш" америчког писца и пензионисаног војног хирурга Ричарда Хукера, а окончана објављивањем последње епизоде серије Trapper John M.D., четвртог септембра 1986. године.
Франшиза приказује живот и авантуре војних хирурга у четири хиљаде седамдесет и седмој мобилној војној болници која делује у току Корејског рата. Четири хиљаде седамдесет и седма војна болница је делом базирана на осам хиљада педесет и петој мобилној болници у којој је Ричард Хукер био један од хирурга у току Корејског рата. Главни јунаци франшизе су капетан Бенџамин Френклин "Хокај" Пирс којег у филму из 1970. године тумачи Доналд Садерланд, а у серији из 1972. године тумачи Алан Алда, и капетан "Трапер" Џон Мекинтајер којег у филму тумачи Елиот Гулд, а у серији тумачи Вејн Роџерс. 
Након објављивања романа, режисер Роберт Алтман купио је права на адаптацију романа и креирао филмску верзију романа 1970. године. Успех филма довео је до израде истоимене серије две године касније, која се престала емитовати након једанаест сезона. Након успеха серије, неколико пропратних серија су креиране, укључујући AfterMASH, W*A*L*T*E*R и Trapper John M.D. Ниједна од ових пропратних серија није поновила успех филма или оригиналне серије.
Скоро све верзије франшизе спадају у жанр црне комедије или "драмедије" и садрже антиратну поруку. Главни ликови су увек били доктори и медицинске сестре који покушавају да одрже свој здрав разум, користећи хумор да се боре против свакодневних хорора рата којима су сведоци.
Велики број фанова франшизе и даље постоји, четрдесет година од њеног краја. Оригинална телевизијска серија завршила се 28. фебруара 1983. године, али се њене епизоде од тада репризирају широм света. Финална епизода серије, "Довиђења, Збогом и Амин" је најгледанија епизода неке телевизијске серије у историји.

## Романи
Ричард Хукер (алијас доктора Хистера Ричарда Хорнбергера Млађег) написао је роман "Меш" 1968. године, о његовим доживљајима током Корејског рата, док је био хирург у осам хиљада педесет и петој мобилној војној болници. У роману, капетан "Хокај" Пирс бива позван у четири хиљаде седамдесет и седму војну болницу где, удружен са "Трапером" Џоном Мекинтајером, почиње да сеје хаос да би подигао морал хирурзима. На крају романа, Пирс и Џон се враћају у Америку. Након успеха првог романа, што је довело до креације филма, Хукер је написао два наставка: Меш одлази у Мејн (1972) и Меш манија (1977). Меш одлази у Мејн је намењен да буде адаптиран у дугометражни филм као наставак филма из 1970. године, али је овај пројекат напуштен.
Између објављивања Меш одлази у Мејн и Меш манија, писац Вилијам Е. Батерворт је преузео рад на Меш романима и започео серијал 'Меш одлази у...' где би Меш јединица одлазила у одређене градове. Прва књига у овом серијалу била је Меш одлази у Њу Орлеанс, а последња Меш одлази у Монтреал. Када је Ричард Хукер почео да ради на Меш манији, игнорисао је континуитет који је креиран у Меш одлази у... романима.

## Филм
M*A*S*H је амерички антиратни сатирични филм из 1970. године, режиран од стране Роберта Алтмана. Доналд Садерланд глумио је Хокаја Пирса, а Елиот Гулд Трапера Џона. Роберт Дувал тумачио је мајора Френка Бeрнса, главног антагонисту филма.
Филм је био критички и комерцијални успех. Критичари су хвалили критику рата у Вијетнаму, који је у време изласка филма био у пуном јеку, и дивљи хумор филма који се није плашио да оде у територију табуа.
Роџер Иберт дао је филму четири од четири звездице и рекао: "Смејемо се, не зато што је Меш "Наредник Билко" за одрасле, већ зато што је толико искрен скривеном садисти у свима нама. [...] Већина комедија жели да се смејемо стварима које нису толико смешне; У овоме, смејемо се тачно зато што ствари нису смешне. Смејемо се, да не бисмо плакали."
Међу многим другим наградама, филм је освојио и Златну палму, и награду Америчког удружења писаца.
Колосални успех филма довео је до креације телевизијске серије две године касније.

## Оригинална телевизијска серија
Оригинална M*A*S*H телевизијска серија емитовала се 11 сезона, у периоду од септембра 1972. до фебруара 1983. године на телевизијском каналу Си-Би-Ес. Лари Гелбарт, сценариста на филму Тутси, и режисер Џин Ренолдс били су задужени за адаптацију филма у телевизијску серију. Алан Алда глумио је Хокаја Пирса, а Вејн Роџерс Трапера Џона. Након треће сезоне, Вејн Роџерс и Меклејн Стивенсон (глумац који је тумачио улогу Хенрија Блејка) напустили су серију и њихови карактери били су замењени новим карактерима креираним искључиво за серију. Серија је многе карактере из филма и романа избацила у комплетности, док је често креирала нове као замене. Гери Бургоф који је глумио Радара задржао је своју улогу из филма у серији, све до његовог одласка у току осме сезоне серије. Ноторно, Ричард Хукер је мрзео телевизијску адаптацију његовог романа упркос њеном критичком и комерцијалном успеху.
Пилот епизода имала је своју премијеру 7. септембра 1972. године, док је финална двочасовна двеста педесет и шеста епизода "Збогом, Довиђења и Амин" емитована 28. фебруара 1983. године. До данашњице, финале серије је најгледаније финале неке телевизијске емисије на свету.

## Касније телевизијске адаптације

#### Trapper John M.D.
Trapper John M.D. била је прва серија изведена од успеха M*A*S*H телевизијске серије. Емитовала се у 7 сезона у периоду од септембра 1979. године до септембра 1986. године на телевизијском каналу Си-Би-Ес. Улогу Трапера Џона тумачио је Пернел Робертс. Серија прати Трапера Џона, двадесет и осам година након краја рата, сада као хирурга у америчкој болници. Технички, због проблема са лиценцом, Trapper John M.D. директан је наставак M*A*S*H филма, а не телевизијске серије. Упркос томе, у пилот епизоди серије, фотографија Вејна Роџерса и Алана Алде се на кратко може видети.

#### AfterMASH
Након успеха оригиналне телевизијске серије, AfterMASH је креиран као директан наставак живота доктора из четири хиљаде седамдесет и седмој мобилној војној болници, након рата. Емитовала се само две сезоне у периоду од септембра 1983. до маја 1985. године на телевизијском каналу Си-Би-Ес, након чега је отказана. Алан Алда није обновио своју улогу као Хокај Пирс, а Гери Бургоф и Едвард Винтер се појављују само као гостујуће улоге.

#### W*A*L*T*E*R
W*A*L*T*E*R је неуспели телевизијски пилот за серију са Гаријем Бургофом у главној улози. У овој серији, Бургоф обнавља своју улогу Радара из оригиналне телевизијске серије, сада као члан полицијске академије. Пилот је приказан 17. јула 1984. као "Си-Би-Есова Специјална Презентација".

## Видео-игра
M*A*S*H је видео-игра креирана 1983. године за конзолу Атари 2600, и базирана на истоименој телевизијској серији. Игру је дизајнирао Даг Нојбауер и објавила компанија Fox Studios Games.
Игра је подељена на две игриве секције. У првој, играч контролише војни хеликоптер чији је задатак да сакупља рањене војнике, и одводи их до војне болнице. Играч се трка са другим хеликоптером којег контролише компјутер за највећи "high-score". На дну екрана се налази севернокорејски тенк који лансира ракете на играча и отежава му игру. У другој секцији, играч има задатак да као хирург извади гелере из војника користећи пинцету.
Игра је поделила критичаре. Док су неки сматрали да је начин игре лош и репетитиван, други су сматрали да је Меш једна од ретких добрих видео-игара на конзоли Атари 2600. 
Новинар Марк Бергман, написао је негативну рецензију, и сматрао је да игра тривијализује рат и да је била у целости отцепљена од филма и телевизијске серије. Лиса Хонден сматрала је да је игра забавна, али да не пружа никакве иновације.

## "Suicide Is Painless"
Suicide Is Painless (срп. Самоубиство је Безболно) је песма написана за M*A*S*H филм од стране Џонија Мендела и Мајкла Алтмана. Поред њеног појављивања у филму, инструментална обрада песме била је уводна музичка тема за оригиналну телевизијску серију.
Роберт Алтман је имао два захтева за креацију песме: 1) морала је да се зове Suicide is Painless и 2) морала је да буде најглупља песма на свету. Алтман је покушао сам да напише текст песме, али је имао потешкоћа. Дао је свом четрнаестогодишњем сину да му напише текст, и он је то успешно урадио за пет минута.
Песма је постављена на шездесет и шесто место на листи 100 година АФИ-ја ... 100 песама, Америчког филмског института.